# Linda J. S. Allen
Pour les articles homonymes, voir Allen.
Linda Joy Svoboda Allen est une mathématicienne et biologiste américaine, professeure Paul Whitfield Horn de mathématiques et de statistiques à l'université Texas Tech depuis 2010.  

## Biographie
Linda Allen obtient un bachelor en mathématiques en 1975 du Collège St. Scholastica, une maîtrise en 1978 et un doctorat en 1981 de l'Université du Tennessee. Sa thèse, intitulée Applications of Differential Inequalities to Persistence and Extinction Problems for Reaction-Diffusion Systems, a été supervisée par Thomas G. Hallam,.   
Elle est professeure adjointe invitée à l'université du Tennessee, puis enseigne à la faculté de l'université de Caroline du Nord à Asheville de 1982 à 1985, puis elle est professeure à l'université Texas Tech.  

## Ouvrages
- An Introduction to Stochastic Processes with Applications to Biology (Pearson, 2003 ; rééd. 2011)[4]
- An Introduction to Mathematical Biology (Prentice Hall, 2007)[5]
- Stochastic Population and Epidemic Models: Persistence and Extinction (Springer, 2015).

## Prix et distinctions
En 2015, l'Association for Women in Mathematics (AWM) et la Society for Industrial and Applied Mathematics (SIAM) lui attribuent la conférence Sofia Kovalevskaïa « pour ses contributions exceptionnelles dans les équations différentielles ordinaires, les équations aux différences et les modèles stochastiques, avec des applications importantes dans les domaines de la maladies infectieuses et écologie ». En 2016, elle est devenue membre de la SIAM,.   